# Emilio Navarro
Emilio Navarro, Millito Navarro (ur. 26 września 1905 w Patillas, zm. 30 kwietnia 2011) – baseballista portorykański, pierwszy zawodnik z Portoryko występujący w amerykańskich Negro Leagues.
Jego ojciec, z zawodu szewc, osierocił go w dzieciństwie (Navarro miał wówczas 6 lat); owdowiała matka przeniosła się do rodziny w Ponce. Navarro uczęszczał tam do szkoły (Castillo Public School), naukę łączył z dorywczymi pracami zarobkowymi. Zainteresował się także baseballem. Początkowo był jedynie widzem, ale przypadek pozwolił mu także spróbować swoich sił w roli zawodnika; zastąpił chorego baseballistę w szkolnej drużynie i pozostał już na stałe w jej składzie. Po ukończeniu szkoły średniej nie przyjął proponowanego stypendium na studia na uczelni portorykańskiej - chcąc pomóc finansowo rodzinie, wybrał wyjazd do USA i występy w baseballowej lidze zawodowej. Ze względu jednak na segregację rasową ciemnoskóry Navarro nie mógł rywalizować z zawodnikami występującymi w Major League i musiał zadowolić się grą w Negro League, utworzonej dla rozgrywek Afroamerykanów; był tam pierwszym zawodnikiem portorykańskim, w latach 1928-1929 występował w barwach klubów Cuban Stars i Cuban Giants (Eastern Colored League w Negro League Baseball). Spotykał się nie tylko z segregacją rasową, jego pozycji nie sprzyjała także nieznajomość języka angielskiego.
Po zakończeniu gry w Negro League Navarro grał w Dominikanie i Wenezueli. Po powrocie do Portoryko należał do współtwórców drużyny Leones de Ponce (Lwy Ponce). Przez dwadzieścia lat pozostawał związany z zespołem, początkowo jako zawodnik, potem trener i działacz. Trenował baseball w szkołach publicznych w Ponce, popularyzując tam także koszykówkę i siatkówkę. Pracował również w administracji stadionu sportowego im. Francisco Montanera w Ponce.
We wrześniu 2005 ukończył 100 lat. Od śmierci Silasa Simmonsa w październiku 2006 uważany jest za najstarszego żyjącego gracza Negro League, a zarazem najstarszego baseballistę zawodowego (najstarszym graczem Major League był młodszy o przeszło rok od Navarro Rollie Stiles). Emilio Navarro został wpisany do kilku Hall of Fame, m.in. sportu portorykańskiego (2004).